# Подобный дракону: Пролог
«Подобный дракону: Пролог», в Японии известная как Like a Dragon ~ Prologue ~ (яп. 龍が如く 〜序章〜 Рю га Готоку Дзёсё) — японская криминальная драма, выпущенная сразу на DVD. Сюжет фильма основан на игре Yakuza.

## Сюжет
Сюжет фильма происходит, как и в игре Yakuza, в вымышленном квартале токийского специального района Синдзюку Камуротё (яп. 神室町), (или Камуро-Сити), прототипом которого служит реально существующий квартал Кабукитё (яп. 歌舞伎町).
В 1970 году в детском доме «Подсолнух» растут трое детей: Кадзума Кирю, Акира Нисикияма (известный также как Нисики) и его младшая сестра, Юко. Летом 1980 года к ним присоединяется Юми Савамура — молодая девушка, родители которой случайно были застрелены во время перестрелки банд. Когда дети подросли, Синтаро Кадзама, управляющий детским домом, пригласил их в клан якудза Додзима, тесно связанный с кланом Тодзё.
Годы спустя Кадзума Кирю быстро поднимается по иерархии якудза и зарабатывает прозвище «Дракон клана Додзима» и накалывает большую татуировку на спину. Его друг детства Нисикияма разрывается между Кёдай («брат» якудзы), а также из-за соперничества между двумя друзьями к признанию любви Юми Савамуре. В 1990 году, для того, чтобы оставаться вместе с Кирю, Нисикияма вместе со своим другом покинули детский дом и переехали в Камуротё, где они нашли Юми работу в качестве хозяйки в баре «Серена».
1 октября 1995 года, Казума Кирю объявляет своим друзьям, что он готов создать свой клан якудза, но только не хватает председателя и идёт в кланы Додзима и Сохэй. Вечером того же дня клан Сохэй похищают Юми в баре, Нисикияма пытается вмешаться, но безуспешно. Когда Нисикияма в конечном итоге находит офис Додзимы, он находит босса и изнасилованную и мёртвую Юми. Кадзума был на встрече с Кадзамой. Кирю берет на себя ответственность, чтобы защитить Юко. Позже Кирю уезжает с места преступления.

## В главных ролях
- Масакацу Фунаки — Кадзума Кирю
- Микио Охосава — Акира Нисикияма
- Аяка Маэда — Юми Савамура
- Харуми Сонэ — Сохэй Додзима
- Хиротаро Хонда — Синтаро Кадзама